# 塩化パラジウム(II)
塩化パラジウム(II)（えんかパラジウム(II)、Palladium(II) chloride）は、代表的なパラジウムの塩化物で、茶色い粉末状の外見をもつ、無機化合物である。組成式はPd(II)Cl2。

## 性質
塩化パラジウム(II)の固体の中では、各パラジウム中心の周りに4個の塩素が平面四配位型構造の形で配位し、それぞれの塩素はさらに別のパラジウム中心にも配位した架橋となっている（μ-クロロ錯体）。この架橋構造がポリマー状に連続した無限構造のため、そのままの形では水に不溶であるが、ここに塩化物イオンを付加させるとテトラクロロパラデートイオン PdCl42− の形でポリマー構造が分解し、水に溶解する。

## 用途
カップリング反応などの有機合成反応の有用な触媒、テトラキス(トリフェニルホスフィン)パラジウム(0) (Pd(PPh3)4) や PdCl2(PPh3)2、Pd2(dba)3 など、さまざまなパラジウム錯体を合成するための出発物質として用いられる。塩化パラジウム(II)自身も、ワッカー酸化などの反応触媒として用いられる。